# Campaign Life Coalition
Campaign Life Coalition (česky Koalice kampaň života, častěji jen Campaign Life, česky Kampaň života) je kanadská konzervativní křesťanská pro-life organizace se sídlem v Torontu v Ontariu. Organizace existuje od konce 70. let 20. století a je aktivní v politických kampaní.

## Aktivita
Campaign Life podporuje politiky z různých politických stran, včetně Liberálů (např. Tom Wappel a Paul Szabo) a Konzervativců (např. Maurice Vellacott a Stockwell Day[zdroj?]).
Na provinční úrovni podporuje Campaign Life Koaliční stranu rodin Ontario.
Campaign Life vedle aktivit proti umělým potratům také vystupovala v letech 2004-2005 proti stejnopohlavním manželstvím v Kanadě.
Koalice v r. 2005 kritizovala Konzervativní stranu za navržení předsedů strany Johna Bairda a Petra Kenta, známých podporovatelů stejnopohlavních manželství a zastánců umělých potratů.

Jedním z projektů Koalice jsou webové stránky LifeSiteNews — zpravodajský portál o otázkách bioetiky, umělých potratů, eutanazie, homosexuality, rodiny, víry, kmenových buněk, populační kontroly a politiky. Webové stránky vznikly v září r. 1997. Stránky LifeSiteNews byly novinami National Post označeny jako „(online) proti-potratový magazín“ a novinami Vancouver Sun jako „webové stránky hnutí pro-life“. Má vazby na francouzskou obdobnou webovou stránku Campagne Quebec-Vie.
Katolický kněz Raymond Gravel v r. 2010 podal žalobu proti webovým stránkám za vedení kampaně proti jeho osobě.